# جان تایتر
جان تیدر (انگلیسی: John Titor) کسی است که در دوم نوامبر سال ۲۰۰۰ میلادی شروع به معرفی خود در اینترنت کرد و مدعی شد که مسافر زمان است و از سال ۲۰۳۶ می‌آید. او بعد از چهار و نیم ماه در ۲۱ مارس ۲۰۰۱اعلام کرد که هنگام ترک سال ۲۰۰۱ و برگشت به ۲۰۳۶ است. پس از آن دیگر اثری از او یافت نشد.(در سال ۲۰۱۴ وی دوباره با پیام«سلام اینترنت» به وب بازگشت و تا اوایل سال ۲۰۱۵ اقدام به توضیحات کامل -بدون جزئیات- از سوالات مردم کرد)

## پیشگویی‌ها
او در مدت حضورش در وب پیشگویی‌هایی کرده بود که بدین شرح است:
- شروع نارضایتی‌های داخلی و بحران اقتصادی در آمریکا به صورت درگیری‌ها و برخوردهای پراکنده از سال ۲۰۰۵ به مدت ده سال به صورت گسسته و ادامه آن تا زمان حمله اتمی روسیه به شهرهای مهم آمریکا، چین و اروپا در سال ۲۰۱۵
- تغییر چشمگیری در شهرهای آمریکا
- تشکیل حکومت امپراتوری فدرال آمریکا (چیزی مثل پادشاهی – پارلمانی دانمارک) و نابودی حکومت وقت آمریکا و غلبه مردم آمریکا بر حکومت
- نابودی اتحادیه اروپا و چین
- تبدیل شدن روسیه به بزرگترین شریک تجاری آمریکا در سال ۲۰۳۶
- انتقال پایتخت آمریکا به شهر «اوماها» در ایالت «نبراسکا»
- خدمت نظام بخش عمده‌ای از زندگانی افراد را شامل خواهد شد
- در سال ۲۰۳۶ هنوز دارویی برای درمان ایدز کشف نگردیده؛ ولی در درمان سرطان موفقیت‌هایی حاصل خواهد شد.

براساس گفته‌هایش وی در سال ۱۹۹۸ در فلوریدا به دنیا آمده و در سال ۲۰۱۱ در ۱۳ سالگی به شورشیان به عنوان پیاده‌نظام پیوسته و تا پایان جنگ سوم جهانی در سال ۲۰۱۵ و حمله اتمی روسیه به آمریکا، چین و اروپا مشغول بوده‌است.
در سال ۲۰۳۲ دانشگاه را به پایان رسانده و با توجه به تحصیلات و سوابق نظامی جذب پروژه سفر زمان می‌شود. او دو بار با گذشته خود برخورد کرده‌است.
او اعلام کرد که برای برگشت به سال ۲۰۳۶ اول باید یه سال ۱۹۷۵برود و از آنجا به سال ۲۰۳۶ بازگردد.
به گفته وی ماشین زمان در دو نوع ۲۰۴ با چهار باتری سزیم برای سفرهای تا ۶۰ سال و ۲۰۶ با شش باتری برای سفرهای بلند مدت تر هر دو ساخت کارخانه جنرال الکتریک می‌باشند. اساس کار دستگاه‌ها براساس استفاده از جاذبه اطراف یک حفره سیاه طبق نظریات و فرضیه KERR می‌باشد.